# آشینو
آشینو (به لاتین: Ashino) یک منطقهٔ مسکونی در روسیه است که در داغستان واقع شده‌است.